# Thomas Prenzel
Thomas Prenzel (ur. 7 sierpnia 1968 w Sebnitz) – niemiecki narciarz klasyczny reprezentujący NRD, specjalista kombinacji norweskiej, dwukrotny mistrz świata juniorów.

## Kariera
Pierwsze sukcesy w karierze Prenzel osiągnął w lutym 1987 roku, kiedy zdobył dwa złote medale podczas mistrzostw świata juniorów w Asiago. W Pucharze Świata pierwsze punkty wywalczył 19 marca 1987 roku w Oslo, zajmując czternaste miejsce w zawodach metodą Gundersena. Najwyższe lokaty w zawodach tego cyklu osiągnął 9 stycznia 1988 roku w Sankt Moritz i 12 marca 1988 roku w Falun, kiedy zajmował szóste miejsce w Gundersenie. W klasyfikacji generalnej najlepsze wyniki osiągnął w sezonie 1987/1988, kiedy zajął 11. miejsce.
W 1987 roku wystartował także na mistrzostwach świata w Oberstdorfie, gdzie indywidualnie był dziewiąty. W 1988 roku brał udział w igrzyskach olimpijskich w Calgary, zajmując piąte miejsce w sztafecie, a rywalizację indywidualną zakończył na dziewiątej pozycji.
Jego brat Uwe Prenzel również uprawiał kombinację norweską.

## Osiągnięcia

### Igrzyska olimpijskie
| Miejsce | Dzień     | Rok  | Miejscowość | Konkurencja             | Wynik zwycięzcy | Strata  | Zwycięzca      |
| ------- | --------- | ---- | ----------- | ----------------------- | --------------- | ------- | -------------- |
| 9.      | 28 lutego | 1988 | Calgary     | Gundersen K-90/15 km    | 38:16,8         | +1:50,6 | Hippolyt Kempf |
| 5.      | 24 lutego | 1988 | Calgary     | Sztafeta K-90/3 × 10 km | 1:20:46,0       | +2:18,5 | RFN            |

### Mistrzostwa świata
| Miejsce | Dzień     | Rok  | Miejscowość | Konkurencja          | Wynik zwycięzcy | Strata    | Zwycięzca       |
| ------- | --------- | ---- | ----------- | -------------------- | --------------- | --------- | --------------- |
| 9.      | 13 lutego | 1987 | Oberstdorf  | Gundersen K-90/15 km | 423,80 pkt      | -7,35 pkt | Torbjørn Løkken |

### Puchar Świata

#### Miejsca w klasyfikacji generalnej
- sezon 1986/1987: 30.
- sezon 1987/1988: 11.

#### Miejsca na podium chronologicznie
Prenzel nigdy nie stanął na podium zawodów PŚ.